# Periclimenaeus
Periclimenaeus är ett släkte av kräftdjur. Periclimenaeus ingår i familjen Palaemonidae.

## Dottertaxa tillPericlimenaeus, i alfabetisk ordning[1]
- Periclimenaeus arabicus
- Periclimenaeus ardeae
- Periclimenaeus arthrodactylus
- Periclimenaeus ascidiarum
- Periclimenaeus atlanticus
- Periclimenaeus bermudensis
- Periclimenaeus bidentatus
- Periclimenaeus bouvieri
- Periclimenaeus bredini
- Periclimenaeus caraibicus
- Periclimenaeus chacei
- Periclimenaeus crassipes
- Periclimenaeus diplosomatis
- Periclimenaeus djiboutensis
- Periclimenaeus garthi
- Periclimenaeus gorgonidarum
- Periclimenaeus hancocki
- Periclimenaeus hebedactylus
- Periclimenaeus hecate
- Periclimenaeus holthuisi
- Periclimenaeus jeancharcoti
- Periclimenaeus leptodactylus
- Periclimenaeus lobiferus
- Periclimenaeus manihinei
- Periclimenaeus maxillulidens
- Periclimenaeus minutus
- Periclimenaeus nobilii
- Periclimenaeus orbitospinatus
- Periclimenaeus orontes
- Periclimenaeus pachydentatus
- Periclimenaeus pacificus
- Periclimenaeus palauensis
- Periclimenaeus pearsei
- Periclimenaeus perlatus
- Periclimenaeus quadridentatus
- Periclimenaeus rastrifer
- Periclimenaeus rhodope
- Periclimenaeus robustus
- Periclimenaeus schmitti
- Periclimenaeus spinicauda
- Periclimenaeus spinimanus
- Periclimenaeus spinosus
- Periclimenaeus spongicola
- Periclimenaeus storchi
- Periclimenaeus stylirostris
- Periclimenaeus tchesunovi
- Periclimenaeus tridentatus
- Periclimenaeus trispinosus
- Periclimenaeus truncatus
- Periclimenaeus tuamotae
- Periclimenaeus uropodialis
- Periclimenaeus usitatus
- Periclimenaeus wilsoni
- Periclimenaeus zanzibaricus
- Periclimenaeus zarenkovi